# Biserica Sfinții Împărați din Bărcănești
Biserica Sfinții Împărați din Bărcănești este un monument istoric situat în satul Bărcănești, județul Ialomița. Este situată în cartierul Speteni, de-a lungul DJ 201. Clădirea a fost construită în perioada 1876-1881. Figurează pe noua listă a monumentelor istorice sub codul LMI: IL-II-m-B-14085.

## Imagini

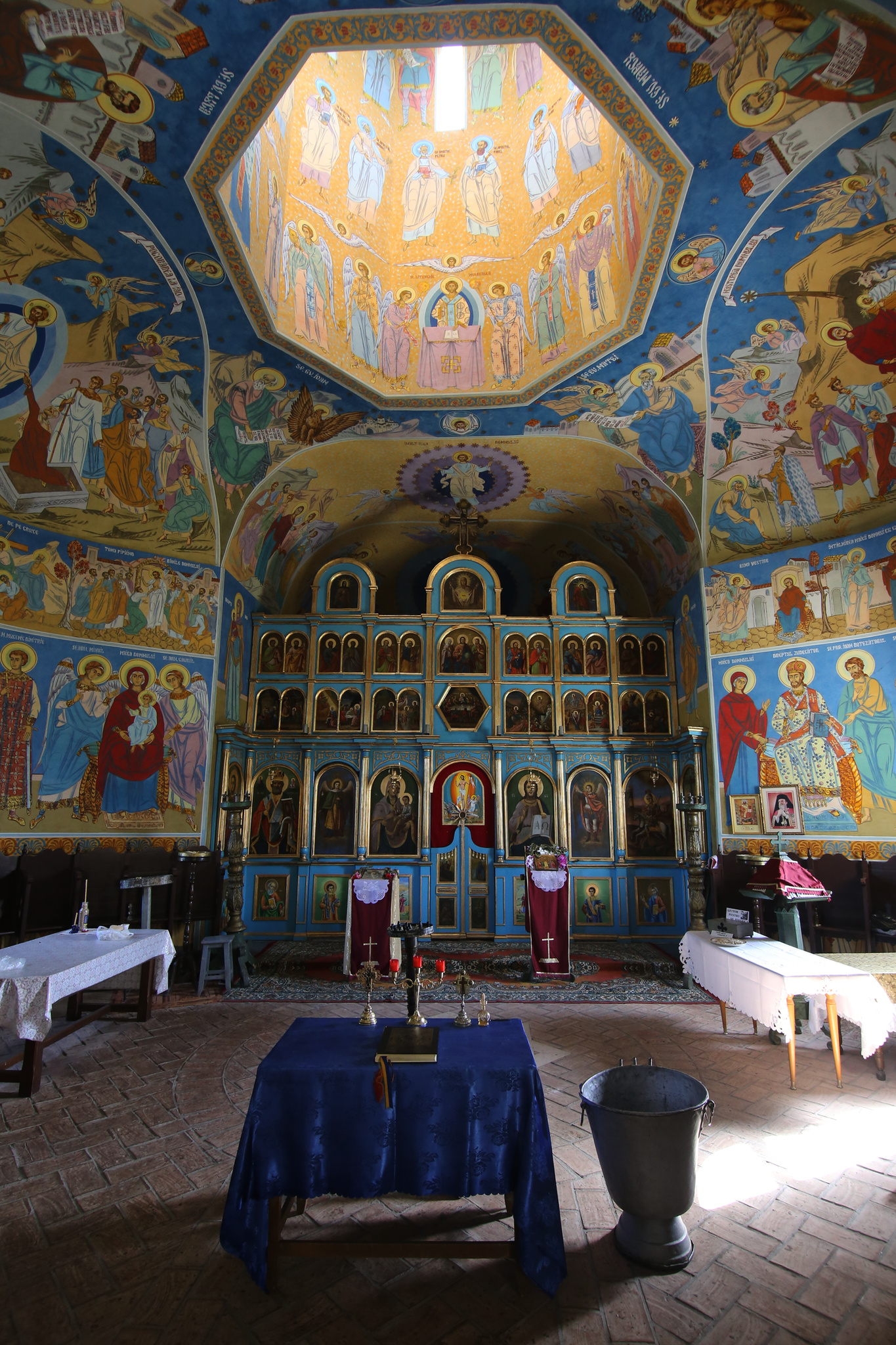
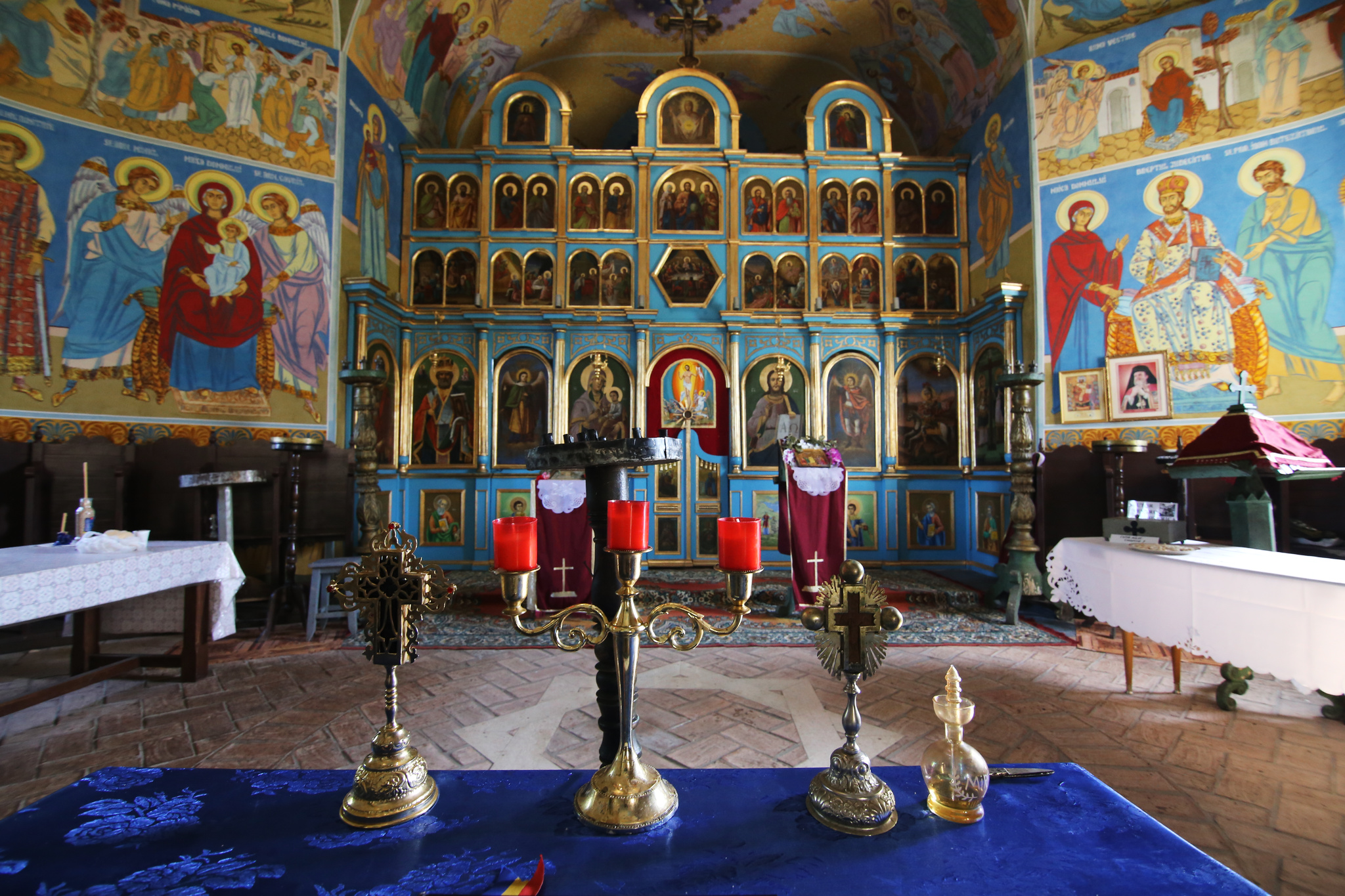
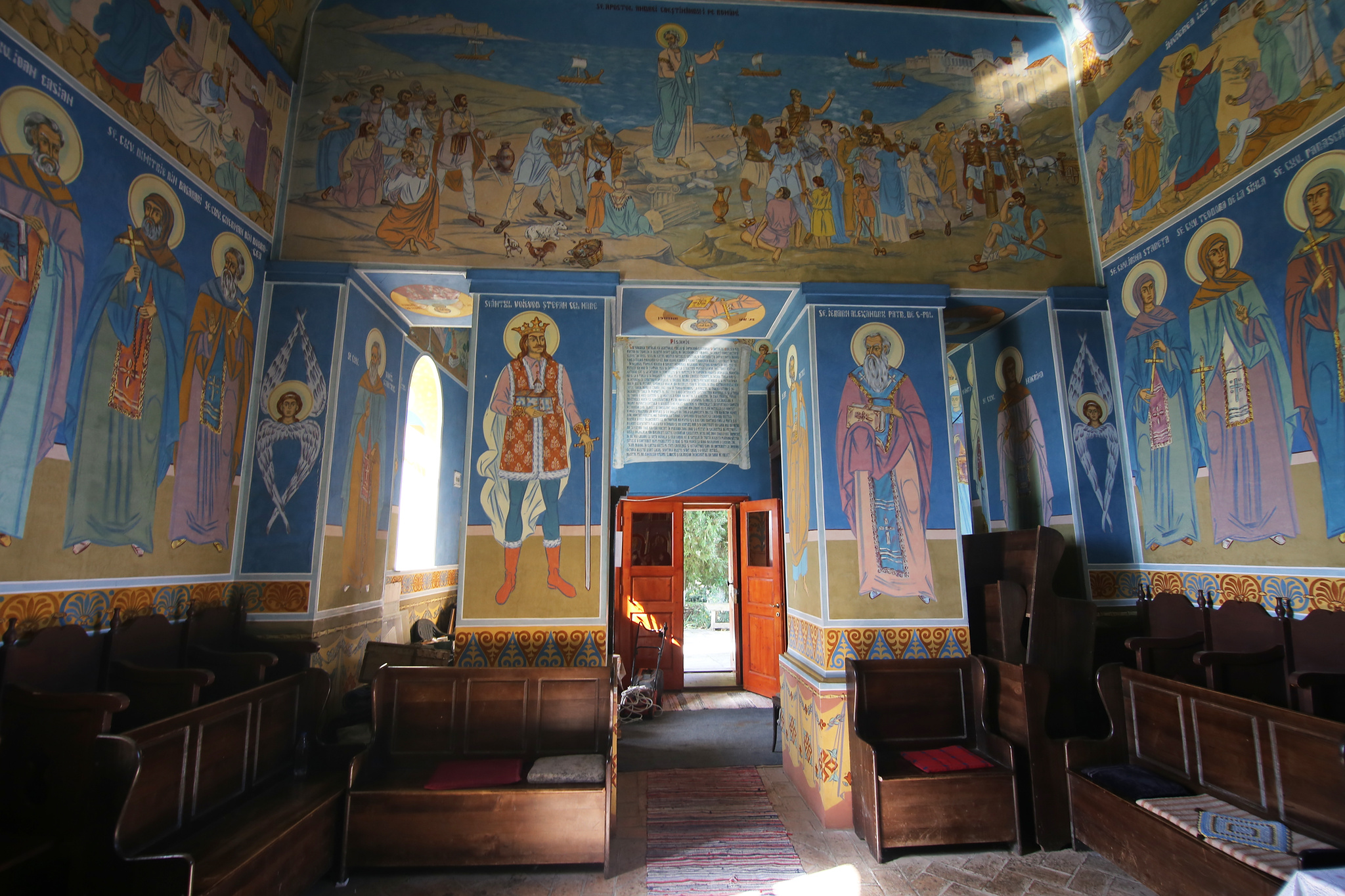
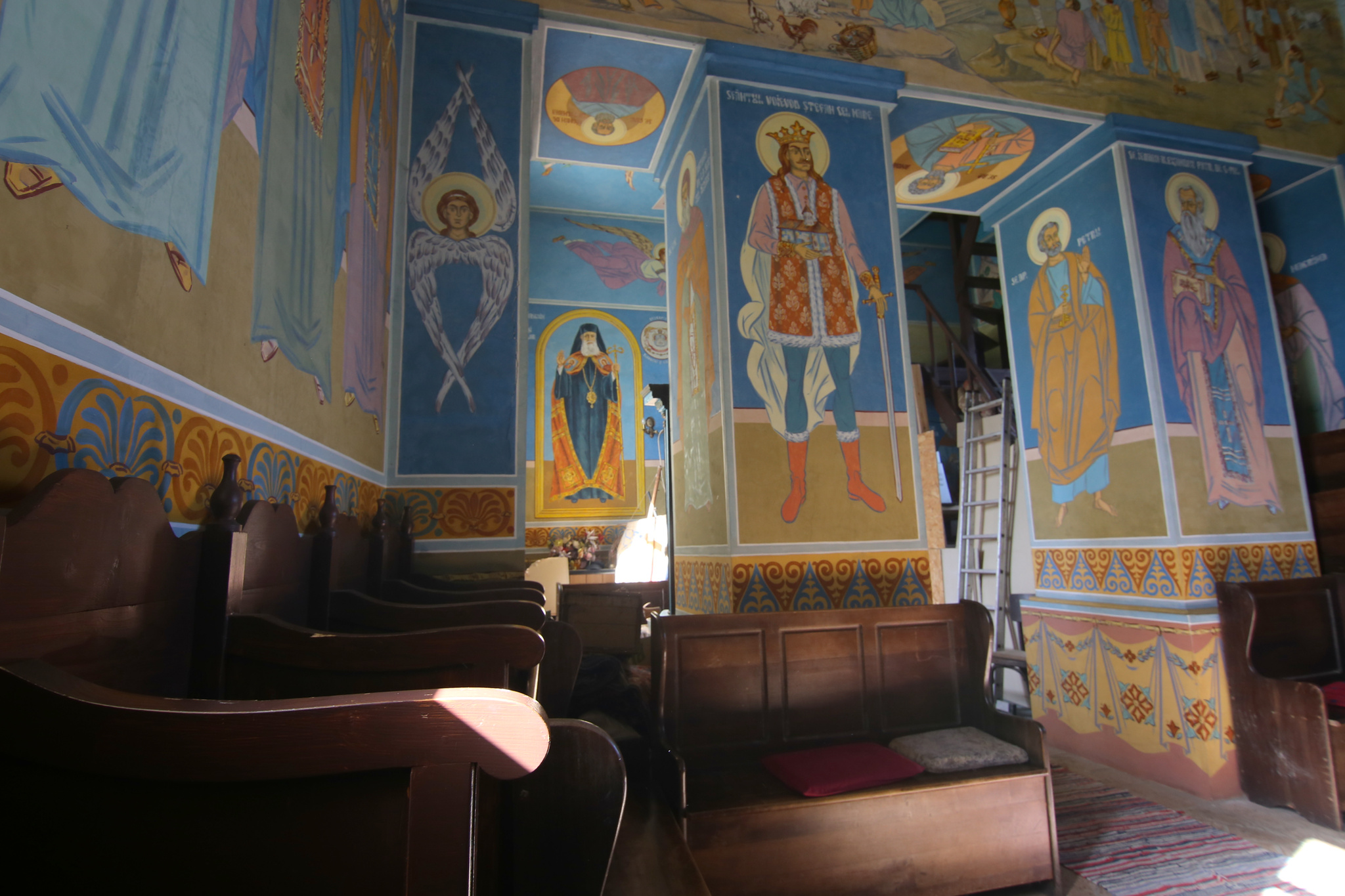
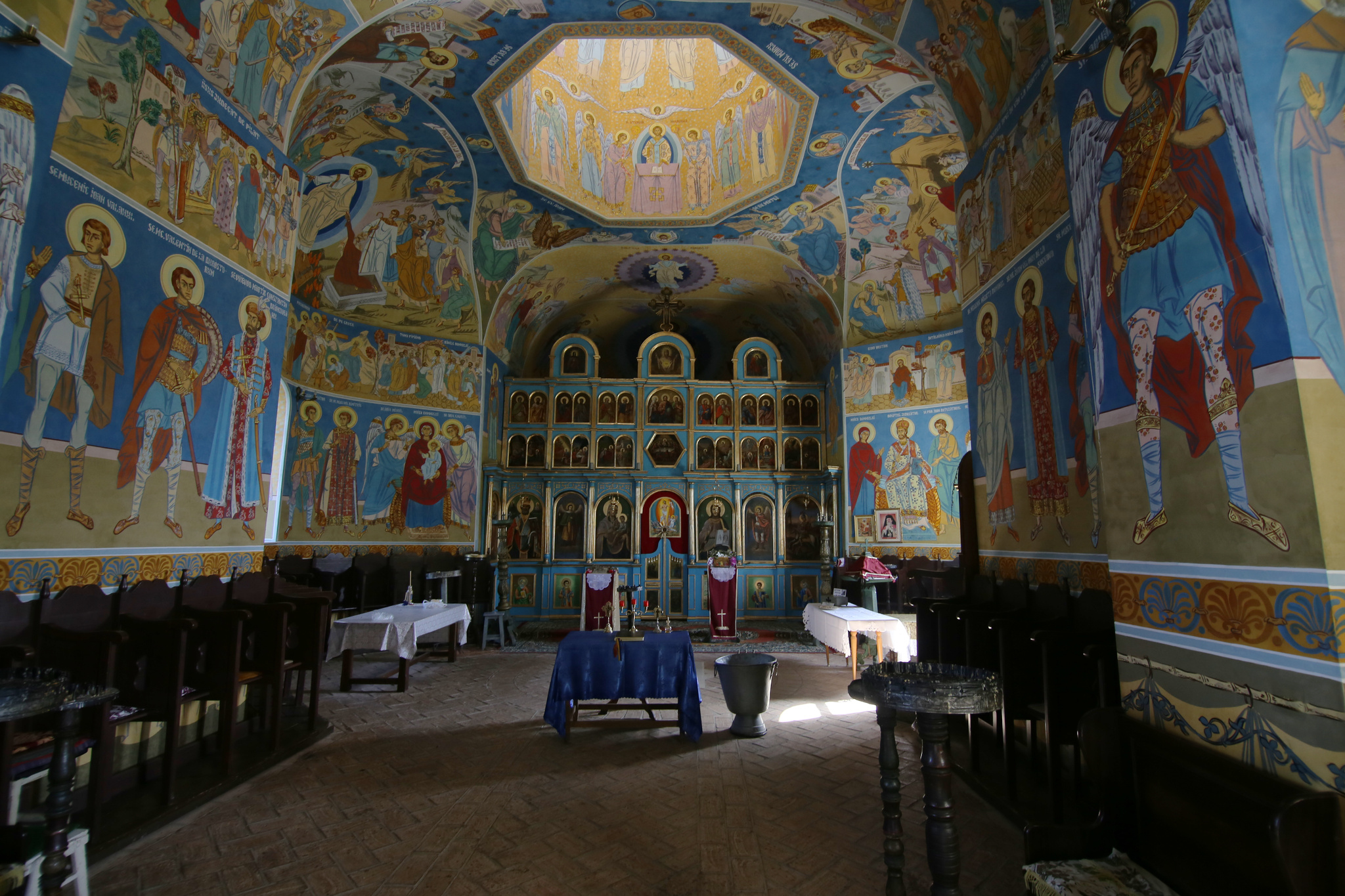
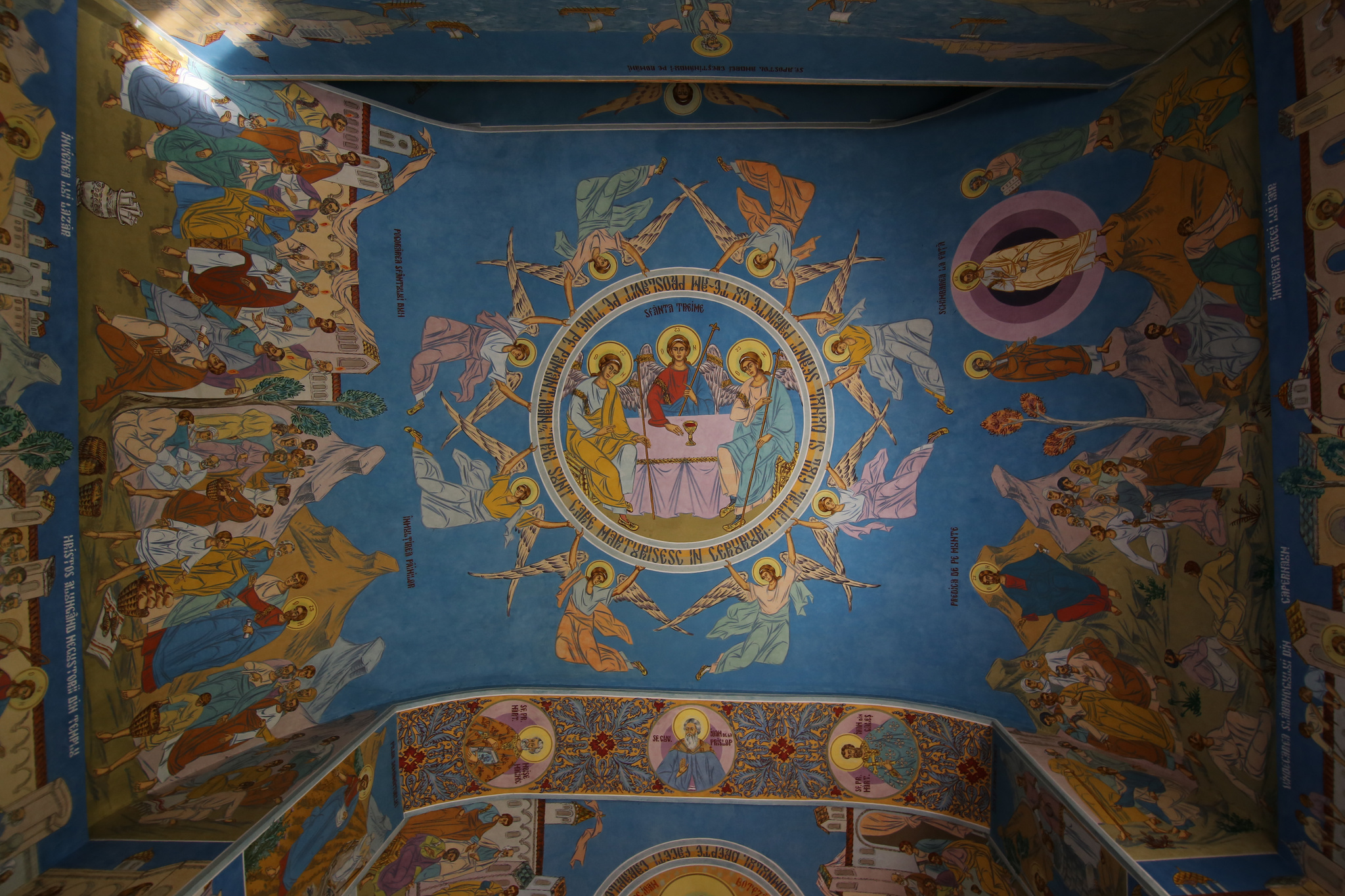
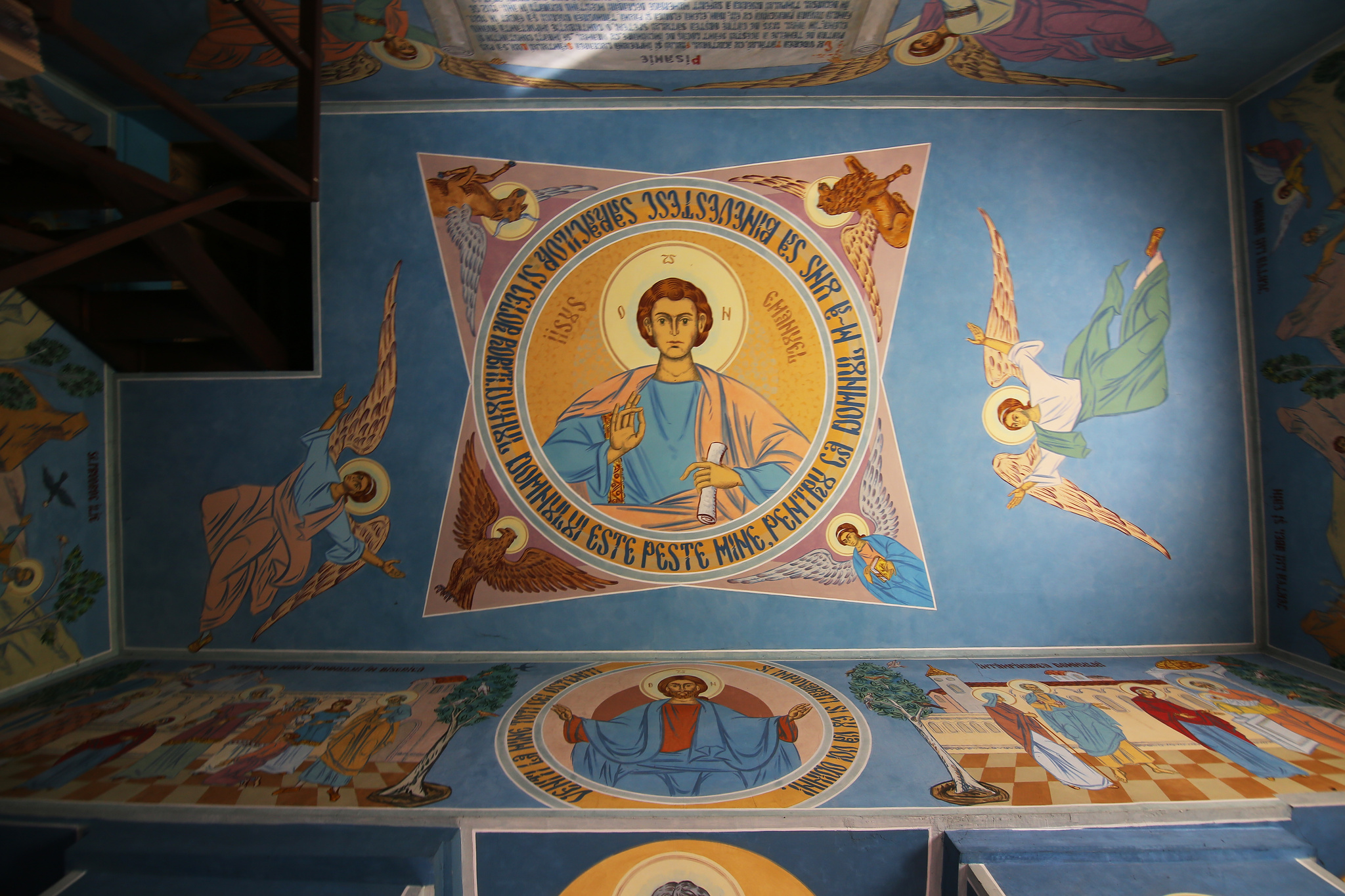
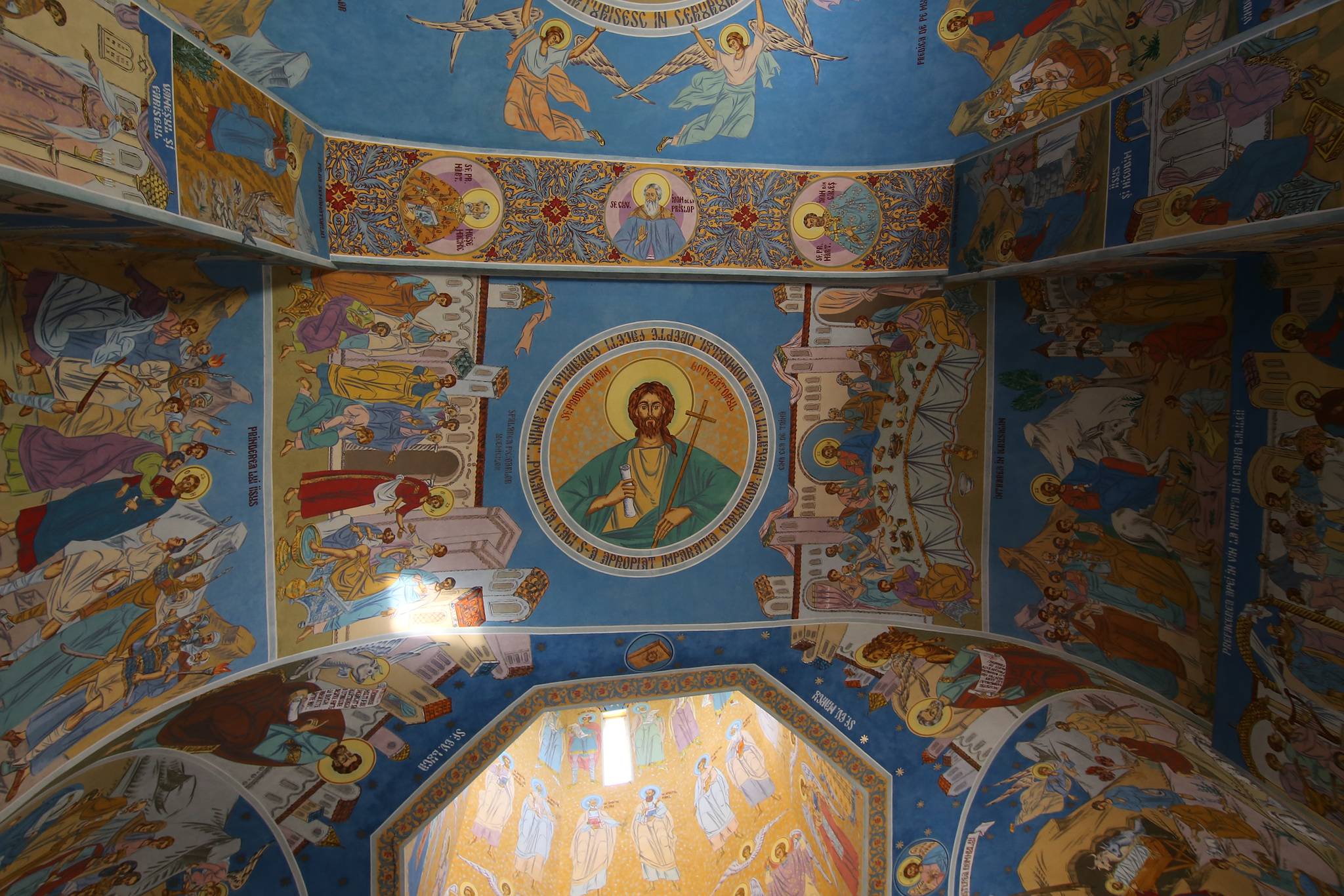
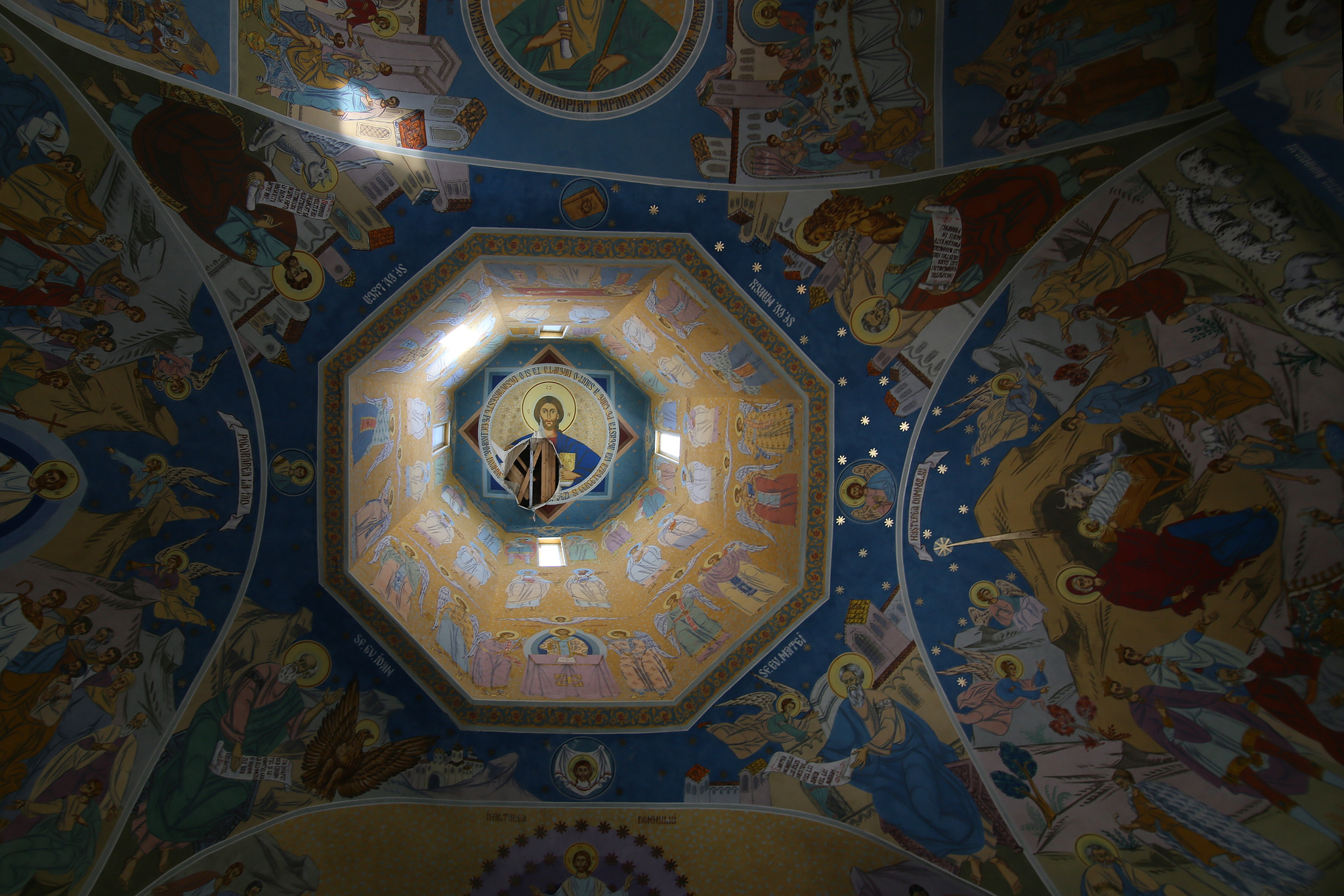
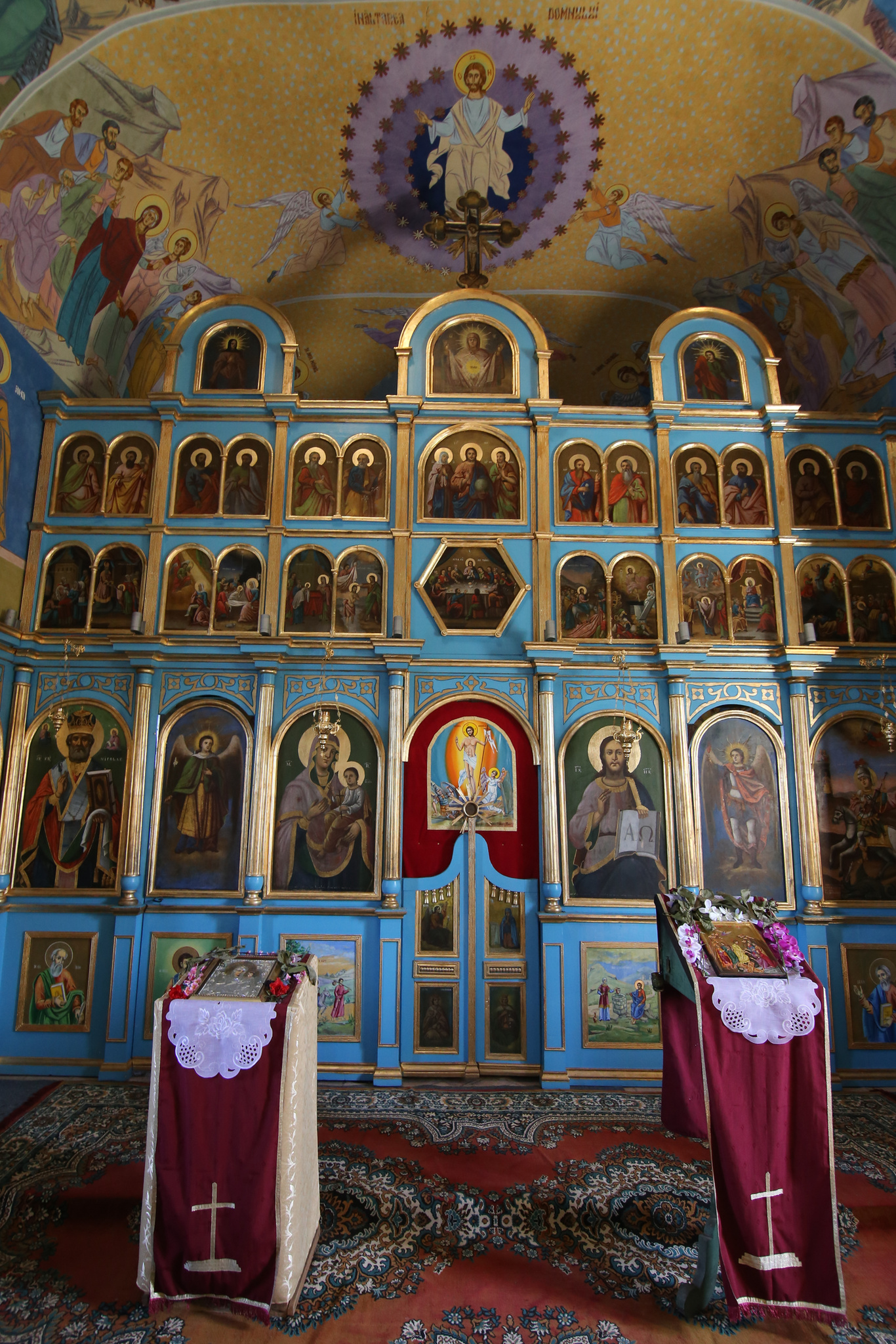
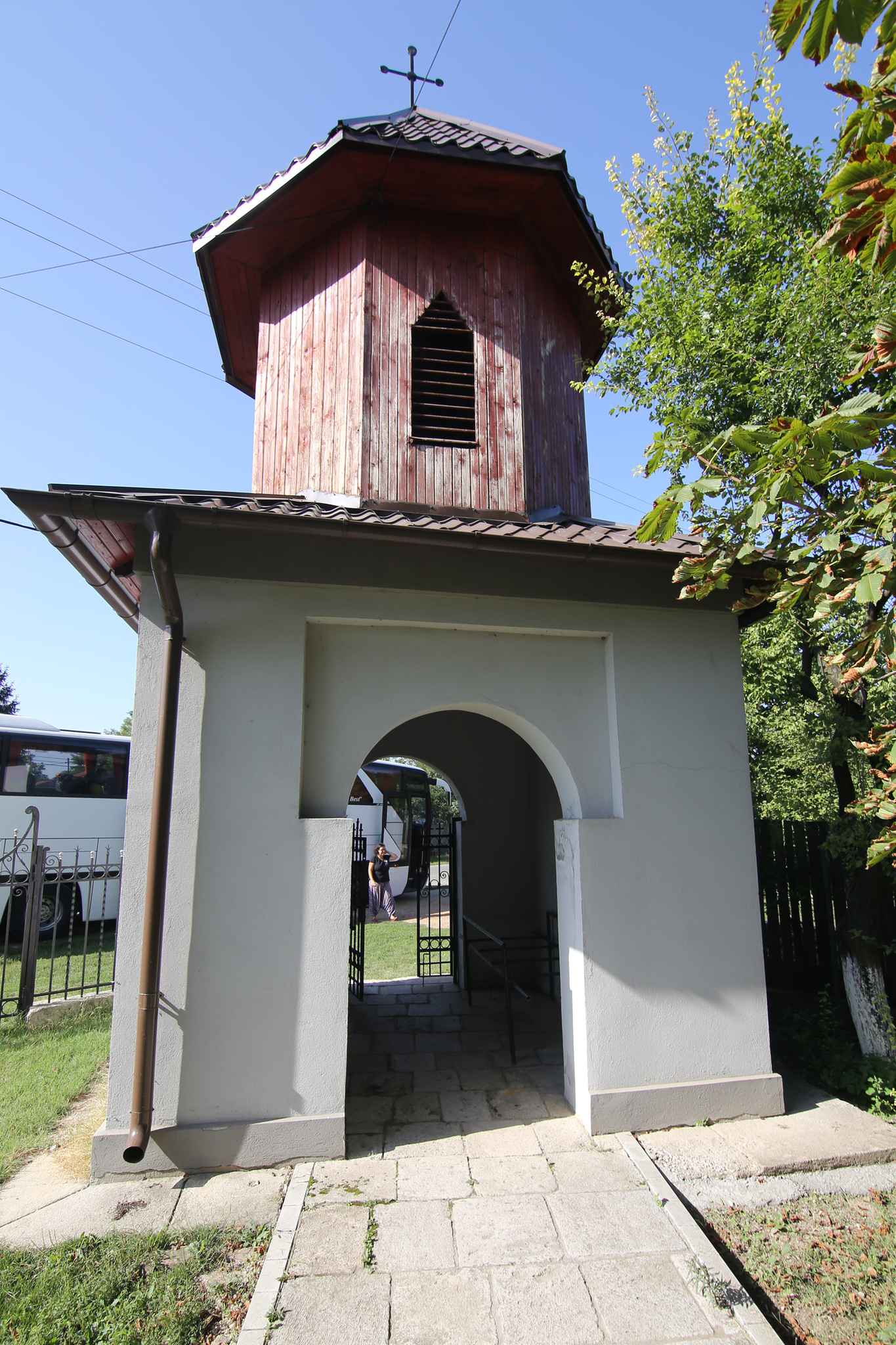
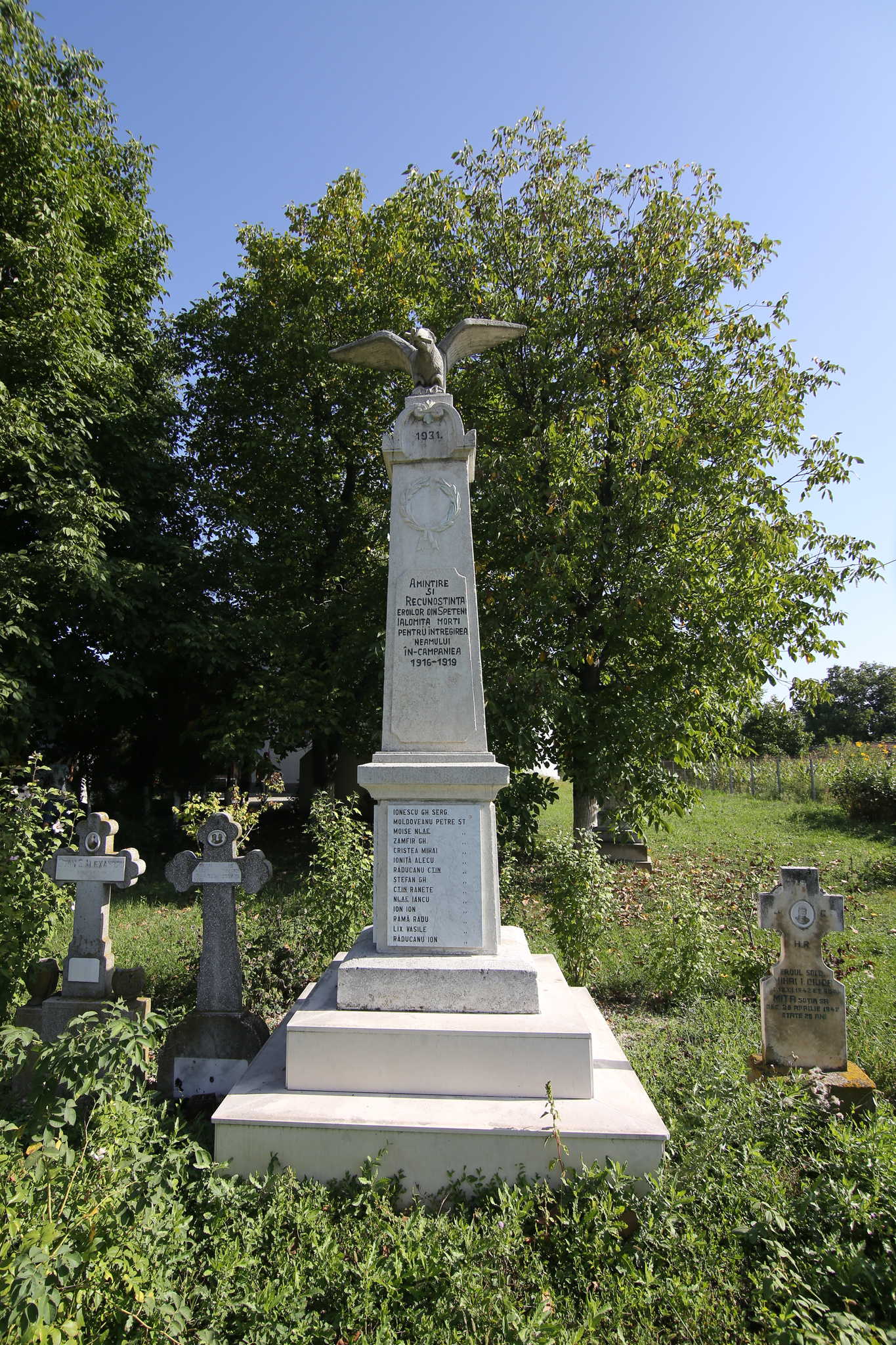